# Dynamische Geometrie

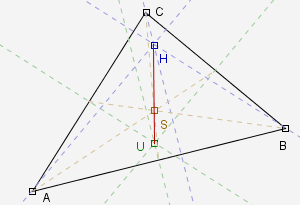
Konstruktion der Eulerschen Strecke

Unter dynamischer Geometrie versteht man das interaktive Erstellen von geometrischen Konstruktionen am Computer. Mit geometrischen Konstruktionen sind hier klassische Konstruktionen mit dem Zirkel und dem Lineal gemeint, wie sie in der Mathematik seit der Antike (etwa in den Büchern von Euklid) studiert werden. Gemeint sind hier nicht CAGD (Computer Aided Geometric Design) oder Architekturzeichnungen, sondern Geometrie als mathematische Disziplin. Bewegungen, Verformungen, Kinematik können so veranschaulicht werden. Haupteinsatzort der dynamischen Geometrie ist der Geometrieunterricht in der Schule.

## Geschichte und Merkmale

Parabel als Ortskurve/Spurkurve
Bei gegebener Leitlinie und Brennpunkt wird zu einem Punkt auf ein Punkt der Parabel konstruiert. Dann zieht man den Punkt entlang der Leitlinie und hinterlässt die Spur seiner vorherigen Positionen und zeichnet damit die Parabel.

Die Werkzeuge Zirkel und Lineal werden vom Computer simuliert. Der Rechner kann darüber hinaus Schnittpunkte erzeugen, und es existiert eine Fülle – je nach Software mit unterschiedlichen Gewichtungen – weiterer Werkzeuge wie Lote und Parallelenlineale, die die Konstruktionsschritte vereinfachen. Makros dienen in vielen Programmen der Vereinfachung des Konstruktionsvorgangs und gehören zum Standardrepertoire.
Der wesentliche Entwicklungsschritt in der dynamischen Geometrie war der Ende der achtziger / Anfang der neunziger Jahre des 20. Jahrhunderts eingeführte Zugmodus, der von den ersten Dynamische-Geometrie-Software-Produkten wie Cabri Géomètre und Geometer's Sketchpad realisiert wurde. Die Dynamik kommt dadurch ins Spiel, dass freie Basispunkte im sogenannten Zugmodus verschoben/gezogen werden können und alle davon abhängigen konstruierten Objekte ihre Lage entsprechend mitverändern. Dadurch kann zum einen die Korrektheit von Konstruktionen bei verschiedenen Ausgangssituationen überprüft werden, zum anderen lassen sich Abhängigkeiten erkennen, die in einer statischen Konstruktion nicht sichtbar wären. Als wichtige Anwendung lassen sich Ortslinien mit Hilfe des Spurmodus erzeugen. Hierbei wird bei der dynamischen Neuberechnung von Punkten die graphische Darstellung an den alten Positionen nicht gelöscht, und die Punkte hinterlassen so eine Spur auf der Ortlinie, auf der sie sich bewegen.
Neuentwicklungen und Updates seit Ende der 1990er Jahre beleuchten verstärkt ergänzende Aspekte. Dazu gehören nichteuklidische Geometrien, die Verbindung zur Computeralgebra, Möglichkeiten der numerischen Einflussnahme auf die Konstruktionen und vieles andere mehr. Eine weitere Entwicklung ist die Einbindung der DGS (Dynamische-Geometrie-Software) in die Internet-Arbeitsumgebung. Immer mehr Produkte bieten (meist auf Java-Basis) Umsetzungen an, wie man die erzeugten Arbeitsblätter online stellen kann. Des Weiteren gibt es Implementationen auf verschiedenen grafikfähigen Taschenrechnern.
Seit den 2000er Jahren bildet sich zudem die dynamische Raumgeometrie als ein Unterzweig der dynamischen Geometrie heraus. Hier werden die 3D-Fähigkeiten moderner PCs genutzt, um dreidimensionale geometrische Sachverhalte zu veranschaulichen.

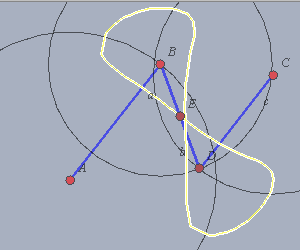
Kurbel – Kinematik, Konstruktion einer Ortskurve

## Bekannte Software zur dynamischen Geometrie
Zu den bekannten DGS, die bereits seit den frühen Neunzigerjahren existieren, gehören unter anderem Cabri Géomètre, Geometer's Sketchpad, Euklid und Geolog. Euklid entwickelte sich in Deutschland zu dem zwischenzeitlich bekanntesten DGS im Schulbereich. Geolog war ebenfalls in Deutschland recht bekannt und besaß ein spezielles Tutoring-System, um Schülern das Erlernen geometrischer Konstruktionen und Lehrinhalte zu erleichtern. Cabri Géomètre war mit Geometer's Sketchpad das erste international bekannte DGS und ist, ebenfalls wie Geometer's Sketchpad, neben dem PC auch auf TI-Taschenrechnern erhältlich. Das wesentlich später entwickelte Cabri3D war eines der ersten räumlichen DGS. Mit Ausnahme von Geolog werden alle obigen DGS kommerziell vertrieben.
Seit Ende der Neunzigerjahre wurden im deutschen Sprachraum mit GeoGebra (seit 2001), Geonext (1999–2007), Cinderella (seit 1998) und Zirkel und Lineal (seit 1995) eine Reihe von javabasierten Systemen entwickelt, die dadurch im Gegensatz zu den früheren DGS nicht mehr auf ein bestimmtes Betriebssystem beschränkt waren. GeoGebra bietet neben der üblichen geometrisch-visuellen Manipulation von Objekten auch eine algebraische Schnittstelle an und ist damit das erste Programm, das die Eigenschaften von Computeralgebra und dynamischer Geometrie miteinander verbindet. Cinderella bietet die Möglichkeit, mit nichteuklidischen Geometrien zu arbeiten, und wird als einziges der javabasierten Systeme kommerziell vertrieben, allerdings wird seit Ende 2013 auch eine freie Vollversion zur Privatanwendung angeboten. Kig ist ein freies DGS, das unter Linux weit verbreitet ist.